# Cyanea asarifolia
Cyanea asarifolia là loài thực vật có hoa trong họ Hoa chuông. Loài này được H.St.John mô tả khoa học đầu tiên năm 1975.